# Kanton Briançon-Sud
Kanton Briançon-Sud (fr. Canton de Briançon-Sud) je francouzský kanton v departementu Hautes-Alpes v regionu Provence-Alpes-Côte d'Azur. Tvoří ho pět obcí.

## Obce kantonu
- Briançon (jižní část)
- Cervières
- Puy-Saint-André
- Puy-Saint-Pierre
- Villar-Saint-Pancrace